# Claude Capillon
Claude Capillon, né le 14 avril 1950 à Boulogne-Billancourt en France, est un homme politique français. En 2010 à la suite du décès de Claude Pernès, maire de Rosny-sous-Bois dont il est adjoint, il prend la tête de la commune jusqu'en juillet 2020. De mai 2019 à juillet 2020, il est également président de l'EPT Grand Paris - Grand Est, après en avoir été le premier vice-président en 2016.

## Biographie

### Origines et formation
Claude Capillon, né le 14 avril 1950, à Boulogne-Billancourt, est un homme politique de la Seine-Saint-Denis. Fils de résistant, issu d'une fratrie de 5 enfants, il est le frère de Patrick Capillon, adjoint au maire de Rosny-sous-Bois, et de Michel Capillon, décédé, journaliste à La Croix pendant trente-sept ans.
Rosnéen depuis 1957, il est scolarisé à Rosny-sous-Bois jusqu’aux études supérieures durant lesquelles il étudie le commerce à la CCI de Paris, effectue son service militaire au Mont Valérien puis se lance sur le marché de l’emploi.

### Vie associative et sportive
Joueur de rugby universitaire, il est également en parallèle de sa carrière de directeur commercial, entraîneur puis dirigeant de la section volley-ball de la Jeanne d'Arc de Rosny-sous-Bois durant plus de trente ans ; association sportive qui était alors l'une des plus importantes de la ville. C'est pour cet engagement qu'il reçoit, en 2019, la médaille d'or de la jeunesse et des sports.
De 1965 à 1983, il organise des distributions de repas pour les plus démunis sous l'égide des « Petits frères des pauvres ».
Il est nommé président d’honneur du Lions club de Rosny-sous-Bois.

## Carrière politique
Il rejoint Claude Pernès à l'Union Rosnéenne d'Action Municipale, association regroupant les militants appartenant à la famille de pensée de la Droite et du Centre, tous partis confondus, dont il est l’actuel[C'est-à-dire ?] Président et deviendra élu municipal en 1995.
En 2004, sur la proposition de Claude Pernès, il est élu conseiller général du canton de Rosny-sous-Bois. Il est réélu en mars 2011 et devient membre de la commission permanente du conseil général de Seine-Saint-Denis mais perd son mandat aux élections départementales de 2015. Il y a occupé les fonctions de vice-président du groupe d'opposition "La Seine-Saint-Denis pour demain" . 
Candidat malheureux aux élections départementales de 2015 en duo avec la conseillère tégionale Manon Laporte, ils perdent le nouveau canton de Montreuil-1 au profit du binôme socialiste Frédéric Molossi et Magalie Thibault.
Après avoir occupé les fonctions d'adjoint au maire de Rosny-sous-Bois à la politique de la ville, à la jeunesse et à la prévention, sa délégation est étendue aux sports par Claude Pernès à partir de 2008, puis lui succède le 12 juin 2010 comme maire après son décès.
Ayant milité afin de faire partie  de l’ACTEP (Association des collectivités territoriales de l'Est parisien), institution qui regroupait 14 communes réparties entre le Val-de-Marne et la Seine-Saint-Denis qui visait à renforcer l’attractivité ainsi que le développement économique de l’Est parisien, la ville de Rosny-sous-Bois s’est finalement vue intégrée à l’établissement public territorial Grand Paris - Grand Est. Cette structure intercommunale créée par un décret du 11 décembre 2015 en exécution des dispositions de la Loi portant nouvelle organisation territoriale de la République (Loi NOTRe) dans le cadre de la mise en place de la métropole du Grand Paris.
Initialement sceptique quant à la pertinence du Grand Paris – Grand Est, Claude Capillon s’est finalement rallié au projet. Après en avoir été le premier vice-président le 9 janvier 2016, le maire de Rosny-sous-Bois en a été le président du 14 mai 2019 (après la démission de Michel Teulet) jusqu'au 16 juillet 2020.

### Initiatives notables
Après plusieurs décennies d'attente, et des années de négociations, Claude Capillon lance officiellement, le 1er juin 2015, les travaux qui verront l'arrivée de trois stations de la ligne 11 du métro à Rosny-sous-Bois d'ici à 2022-2025. Quelque temps plus tard, ce sera à la ligne 15 du Grand Paris Express de desservir la gare de Rosny-Bois-Perrier.  
Le 4 septembre 2017, Claude Capillon inaugure le groupe scolaire Les Boutours, dont la première école a ouvert ses portes aux enfants rosnéens dès 2014. Convaincu que "le développement durable n'est pas une question politique, mais une réponse pour faire valoir l'intérêt général", le maire de Rosny-sous-Bois a souhaité que ces établissements scolaires nourrissent de grandes ambitions environnementales : utilisation de matériaux bio sourcés (paille, bois, ouate de cellulose, laine de bois...), toiture végétalisée, appel à des entreprises locales, système de ventilation naturelle... Toutes ces innovations ont suscité de nombreuses récompenses : Territoria d'or 2017 catégorie transition énergétique, niveau or dans le cadre de la démarche bâtiment durable francilien, ou encore le prix de la meilleure ville moyenne pour la biodiversité 2017. 
En plus de cet « éco-groupe scolaire », l'engagement de Claude Capillon pour le respect de l'environnement s'est illustré à Rosny-sous-Bois à travers un ensemble de projets : pose de façades bioclimatiques à l'école Jean Mermoz, construction d'une centrale géothermique, installation de cinq stations autolib', arrivée de cinq stations vélib' début 2018, carnaval du tri avec les écoles communales... Cette implication s'est vue récompensée à l'occasion de la COP 21 puisque Rosny-sous-Bois a été l'unique ville de France à disposer d'un stand lors de cet événement international.  
Le 4 novembre 2016, le Centre Aquanautique Camille Muffat (nom choisi par les habitants après un vote sur Internet) ouvre ses portes aux Rosnéens. Le Centre Nautique et Sportif Claude Bernard, bâti dans les années 1960, laisse ainsi place à un équipement sportif flambant neuf avec 575 m2 d'espace aquatique, un espace balnéothérapie et une salle de sport.  
La gouvernance de Claude Capillon est marquée par les nombreuses rénovations urbaines effectuées dans les différents quartiers de la commune (Marnaudes, Bois-Perrier, résidence du Bois d'Avron, la Boissière...).   
Espace emblématique de la culture à Rosny-sous-Bois, la médiathèque Louis Aragon a été rénovée quarante ans après sa construction. Le bâtiment a été modernisé en 2017 afin de satisfaire l'ensemble des attentes du public, et prendre en compte les nouvelles pratiques numériques. Cela se manifeste notamment par : la création d'un espace public numérique, l'accès au wifi dans l'ensemble de la médiathèque, la mise à disposition d'une dizaine de tablettes et autant d'ordinateurs.    
En octobre 2015, Claude Capillon inaugure le Fab'Lab' de Rosny-sous-Bois. un lieu intergénérationnel qui a pour objectif de faire découvrir, d'accompagner et de mettre à disposition du public des outils technologiques destinés à la fabrication ainsi qu'à la médiation numérique (impression 3D, robotique, codage...).   
Il crée la soirée des Lauréats de Rosny-sous-Bois en 2000 dans le but de récompenser les jeunes diplômés de la commune pour leur travail scolaire. Des prix distinguent aussi les jeunes talents en matière économique, culturelle et sportive. 
Claude Capillon et son équipe municipale ont œuvré pour le déploiement et la modernisation du réseau de vidéo-protection à Rosny-sous-Bois. En 2016, la commune a ainsi été l'une des premières de France à raccorder ses caméras à la préfecture de police de Paris.  
Il initie le dispositif de lutte contre l’exclusion des collégiens afin de préserver ces derniers lorsque leur situation scolaire est fragilisée par une exclusion[réf. nécessaire]. En effet, après avoir constaté qu’un collégien exclu subit une double peine du fait de cette sanction, ce dernier a tendance à baisser les bras ; c'est pourquoi il propose au Conseil Général de Seine-Saint-Denis d’accompagner les élèves exclus avec de la sensibilisation à la citoyenneté et des cours de rattrapages.
C’est aussi l’initiateur du Conseil des droits et devoirs des familles de Rosny-sous-Bois, ce dispositif visant à recadrer un jeune qui suivrait une mauvaise pente avant que la justice ne le rattrape et d’accompagner les parents dans cet effort.

## Distinctions
- Médaille de la jeunesse, des sports et de l'engagement associatif, or (2019)

## Liste des fonctions exercées

### Fonctions actuelles
- Vice-président[Quand ?] du Forum métropolitain du Grand Paris[29].
- Président directeur général de la société d'économie mixte SEMRO[30] et de la  société publique locale Rosny Développement, devenue en 2017 Paris Est Développement ou PAREDEV[31].

### Fonctions passées
- Président de l'établissement public territorial Grand Paris - Grand Est (de mai 2019 à juillet 2020)
- Maire de Rosny-sous-Bois (de juin 2010 à juillet 2020)
- 1er vice-président de Grand Paris - Grand Est (délégué au plan local d'urbanisme intercommunal) (2016-2019)
- Président de l'Union Rosnéenne d'Action Municipale (association de la majorité municipale de Rosny-sous-Bois)
- Membre du Conseil national du parti Les Républicains (LR)
- Membre de la commission exécutive du parti Les Républicains (LR) 93
- Président de l'association des villes pour le vote électronique[32]